# Dyomyx
Dyomyx é um gênero de traça pertencente à família Arctiidae.